# Helix Bridge
Helix Bridge även Double Helix Bridge är en 280 meter lång gångbro i Singapore. Den ligger vid Marina Bay och utgör en del av ett 3,5 kilometer långt promenadstråk som går runt viken.
Bron har ritats av arkitekter från Cox Group i Australien och Architects 61 i Singapore och formen är inspirerad av DNA-molekylens dubbelhelix. Strukturen syns bäst när bron är upplyst nattetid. Den har fyra utsiktsplatser ut mot Singapores stadssiluett och Marina Bay.
Helix Bridge väger omkring 1650 ton och har tillverkats i sektioner av lokala företag. Spiralen består av rör med en diameter på 273 millimeter, belysta med LED. Omkring 650 ton rostfritt stål och 1 000 ton kolstål har använts. 
Bron är dekorerad med bokstäverna C, G, A, och T i rött och grönt som är ordnade parvis liksom basparen i DNA. Bokstäverna står för kvävebaserna cytosin, guanin, adenin och tymin vars ordningsföljd i DNA-molekylen bestämmer hur våra proteiner är uppbyggda.